# Wertheimer Sámson
Wertheimer Sámson (Worms, 1658. január 17. – Bécs, 1724. augusztus 6.) Magyar- és Morvaország főrabbija, és Kismarton rabbija volt. A bécsi császári udvar főintézője, bankárja, és hadi beszállítója volt I. Lipót, I. József és VI. Károly császár uralkodása alatt, ún. udvari zsidó (Hofjude).

## Család
1658. január 17-én Rheinland-Pfalz tartományban, Wormsban született. Apja a wormsi Josef Josel Wertheimer (1626. – 1713. május 2., 87 évet élt) rabbi volt. Tanulmányait a wormsi jesivában kezdte, majd a Frankfurtban folytatta. Ám Wertheimer később sem hagyta abba rabbinikus tanulmányait. Frankfurt és zsidói iránti különleges ragaszkodását végig megőrízte, és gyakran ki is fejezte gazdag adományaival és a tett császárnál közbenjárásával.

## A császári udvar főintézője, hitelezője
1684. december 2-án érkezett Bécsbe, és a bankár Samuel Oppenheimer (1630–1703) üzlettársa lett. Oppenheimer a császári udvar követe, kereskedelmi ügynöke és katonai ellátója volt. Az osztrák kormánnyal folytatott tranzakciói során, távolléte alatt Wertheimer képviselte. Kezdetben csak Oppenheimer csendes társa, kijelölt igazgatója volt. Egymásra voltak utalva, minthogy Oppenheimernek pénze volt, Wertheimernek pedig kiterjedt tudása. Samson hamarosan elnyerte I. Lipót császár bizalmát, aki megfestette az ő és fia, Wolf portréját. A portrén felül, 1701. december 15-én megajándékozta 1000 dukáttal is, meghálálva bankári ügyességét, amellyel sikeresen megszerezte a lengyel király lányáért fizetendő 1 000 000 forint hozományt annak Károly Fülöp főherceggel (I. Lipót sógora) kötendő esküvőjére.
Az 1702-től folyó Spanyol örökösödési háború alatt Wertheimer és Oppenheimer összefogott, hogy előállítsák a császári hadak felszerelésére és ellátására szükséges összeget. Oppenheimer kudarca és 1703. május 3-i azonnali halála után, csökkentette az állam hiteleit és új bevételi forrásokat teremtett elő. 1703. augusztus 29-én a császár kinevezte Wertheimert ’Kaiserlicher Oberhoffactornak’ (a császári udvar főintézője) és húsz évre meghosszabbította szabad vallásgyakorlásának jogát, tartózkodási engedélyét, és adómentességét.
1705. május 5-én apja után a trónra lépve, I. József császár megerősítette Wertheimer címeit és kiváltságait. Wertheimer, mint bankár és hitelező megtartotta udvari pozícióját I. József császár uralkodása alatt. Személyes kapcsolatban volt Savoyai Jenő herceggel, akinek 300 000 forintot adott I. József ígérete szerint, amit VI. Károly császár még 100 000 forinttal megtoldott. A török elleni háború alatt nagy kölcsönöket adott a kormánynak.
1701-ben egy, majd 1710-ben további három házat vett Wertheimer az alsó-frankóniai Marktbeitben. Wertheimer építkezésbe fogott; 1718/19-es évben a főtéren (piactéren) felépítette nagyszabású városi házát, amit ma a Wertheimer-Haus illetve a Patrizierhaus nevén ismernek. 1690 óta a különleges császári rendelet tette lehetővé a császári udvarhoz kötődő nagyobb családoknak – Oppenheimerek és Astruque-ek – a birtokvásárlást. A város már 1700-ban a régió egyik legfontosabb zsidó közösségévé vált. 1806-ig itt székelt a Főrabbinátus és rendszeresen tartottak gyűléseket.

## A kismartoni évek és a magyar főrabbinátus
Wertheimer kortársa és rokona, Abraham Levi egy beszámolója szerint Juden Kaisernak, azaz zsidó császárnak hívták; a Német birodalom leggazdagabb zsidója volt, tíz császári katona strázsált bécsi háza előtt. Az ő írásos engedélye nélkül külföldi zsidó nem maradhatott éjszakára Bécsben. Mivel 1670 óta Bécsben nem engedélyezték a zsidó közösséget – ennek ellenére volt –, rabbinátusi székhelyét Esterházy Pál herceg invitálására Alsókismartonhegyre (Unterberg-Eisenstadt) helyezte. 1694-től 1709-ig innen irányította az udvar és az Esterházyak gazdasági ügyeit. 1696-ban Esterházy a család 20 évi szolgálatáért kastéllyal ajándékozta meg.
A mai Kismartonhoz (Eisenstadt) tartozó települést 1671-ben az Esterházy család által itt letelepített zsidók alapították. Egy 1690-es rendelkezés évi adó és alkalmi ajándékok fejében az itt élő zsidóknak autonómiát biztosított. Mivel szinte kizárólag zsidók lakták a helyiek "Kis Jeruzsálemnek" is nevezték. Az 1704–1708-as Rákóczi vezette kuruc háború zavargást és fosztogatást hozott. Amikor 1708-ban, a felkelés következtében az alsókismartonhegyi zsidó közösség feloszlott és módosabb tagjai Bécsben találtak menedéket, Wertheimer meggyőzte őket, hogy térjenek vissza és segítsenek szegényebb hittestvéreiknek újjáépíteni a gyülekezetet. Ő maga fürdőt, iskolát, tanítóképzőt, és egy mutatós magánzsinagógát építtetett számukra kastélyában, mely abban az időben "Wertheimersche Schulként" vagy "Reb Sámson Schuléjaként" volt ismert. Továbbá támogatta negyven magyarországi gyülekezet létrehozását. Megalapította és gazdagon feldíszítette azt a Frankfurti Talmudiskolát, amelynek feje veje, Moses Kann, Hesse-Darmstadt főrabbija lett. Iskolákat alapított és nagy pénzeket osztott szét Európaszerte és a Szentföldön. Több palotája és parkja volt Bécsben, számos birtoka és háza Frankfurtban, Wormsban, és más német városokban.
Az alsókismartonhegyi Wertheimer-kastélyt 1875-ben Wolf Sándor, Ausztria egyik leggazdagabb borkereskedője vásárolta meg. Wolf nem csak borkereskedő volt, hanem mű- és judaikagyűjtő is volt: 40 év alatt 26 ezer darabos gazdag gyűjteményt halmozott fel zsidó művészeti alkotásokból és házában zsidó múzeumot rendezett be. 1972 óta az Ausztriai Zsidó Múzeum otthonaként szolgál, melynek 1979 óta része a magánzsinagóga is.

## Talmudista tudós és a művészet mecénása
Moses Meïr Perls, aki sok éven át Wertheimer titkára és a szegények között alamizsnaosztója volt, a Megillat Sefer (1709) c. munkájában, mint "a nagy gyülekezetek rabbija Izraelben" említi őt. A hírneve még Keleten is elterjedt, ahol a "Szentföld hercegének" nevezték és a "Hebron és Safed rabbija" címet kapta. Szülővárosa, Worms és Nikolsburg szintén rabbi címmel tüntette ki. Mint a császári udvar pénzügyőre, állandóan az udvar köreihez tartozott, és minden utazása során elkísérte a császárt: ezen utazásai közeli érintkezésbe hozták őt a helyi zsidó közösségekkel, melyek bajaira mindig tudott orvoslást találni a császárnál. 1711. augusztus 26-án VI. Károly császár törvényesen is Wertheimernek adományozta a Ober- und Landesrabbiner (tartományi rabbi) címet, mellyel Magyarország zsidói már előzőleg felruházták; Magyar- és Morvaország főrabbija. (Némely műben Wertheimert "Prága és a Csehország rabbijának" nevezik, annak ellenére, hogy ő nem fogadta el ezt a címet, amint az Alfasi (Frankfurt-am-Main, 1699–1700) egy kiadásából is kitűnik.)
Az újonnan megalakult országos főrabbihivatal, melyet elsőnek ő töltött be, a zsidók közti viszályokat volt hivatott elrendezni. Közelről s távolról fordultak hozzá vallási kérdésekkel, különösen a rituális jellegűekkel, és nyújtottak be a rabbinikus bírósághoz, amelyen ő elnökölt; utóbb olyan nagy tekintélyeket nevezett meg, mint a braunschweigi Jacob Eliezer, a krakkói Simeon ben Judah Löb Jalle, és a prossnitzi Alexander ben Menahem ha-Levi. Egy kéziratkötetben számos derasát (szentbeszéd) hagyott hátra, amit a házában található magán zsinagógájához rendelt meg. Ezek kiterjedt talmudi műveltségről tanúskodnak. Jó néhány olyan kiemelkedő rabbi, mint Simchah Cohen és David ben Izrael, Trebitsch rabbijainak, valamint vejének, Menachem Krochmal, Nikolsburg rabbijának temetési prédikációját gyűjtötte össze. 1724. augusztus 6-án Bécsben halt meg.

## Családi kapcsolatok
Samson Wertheimerhez első felesége, Veronika Frumet Brilin (1658 – 1715) 1658. február 15-én született, Isaak Brilin rabbi (kb. 1600 – 1678) és Sarlan Oppenheimer (1628 – 1673) lánya volt. Veronika apja Mannheim és Worms rabbija volt, anyja pedig Samuel Oppenheimer udvari intézőnek volt az unokahúga, Joseph Süß Oppenheimer württembergi pénzügyminiszternek unokatestvére. Valamivel 1678 előtt Veronikát elvette a bécsi rokona, Nathan Emanuel Oppenheimer rabbi, akitől gyermekei születtek. Hamar megözvegyült és hozzáment Samson Wertheimerhez. 1715. április 24-én Bécsben halt meg. Veronika halála után Samson újra nősült, új felesége Merle Magdalene Schiff volt.
Wertheimer, gyermekeinek házassága útján Ausztria és Németország valamennyi prominens családjával összeköttetésbe került. Mostohafia, Isaac Nathan Oppenheimer egy vagyonos pösingi hadiszállító lányát, fiai; Wolf Simon Wertheimer (1681 – 1763) (egyenes ág) Emanuel Oppenheimer (Samuel Oppenheimer unokájának) és Judith Gomperz – a későbbi von Gomperz család – lányát, Jehuda Löb Wertheimer (1698 – 1763) pedig a halberstadti Sara Lehmannt – a Lehmann család, a hanoveri pénzügyigazgató rokona – vette el. Leányai hasonlóan jó körből házasodtak: Chava Rebekka Wertheimer (1691 – 1749) Berusch Isachar Eskeles rabbihoz – a von Eskeles bárók őse – ment hozzá.

## Külső hivatkozások
- Austrian Jewish Museum, Eisenstadt (Wertheimer's house & synagogue)
- Rabbi Samson's Synagogue